# Regiones de Eslovaquia
Desde 1949 (excepto en el período 1990-1996) Eslovaquia ha estado subdividida en 8 kraje (singular - kraj, generalmente traducido por regiones, que toman el nombre de su ciudad principal. Su número, fronteras y funciones han cambiado varias veces a lo largo de la historia.
Los "kraje" están subdivididos a su vez en "okresy" (singular - okres, generalmente traducidos por "distritos"). Existen actualmente 79 distritos en Eslovaquia.
|   |                 |                      |                 |            |  |
|   | Kraje           | Eslovaco             | Capital         | municipios |  |
| 1 | Bratislava      | Bratislavský kraj    | Bratislava      | 72         |  |
| 2 | Trnava          | Trnavský kraj        | Trnava          | 250        |  |
| 3 | Trenčín         | Trenčiansky kraj     | Trenčín         | 276        |  |
| 4 | Žilina          | Žilinský kraj        | Žilina          | 315        |  |
| 5 | Prešov          | Prešovský kraj       | Prešov          | 646        |  |
| 6 | Nitra           | Nitriansky kraj      | Nitra           | 354        |  |
| 7 | Banská Bystrica | Banskobystrický kraj | Banská Bystrica | 515        |  |
| 8 | Košice          | Košický kraj         | Košice          | 441        |  |

## Municipios
Eslovaquia cuenta con 2869 municipios
- Datos: Q15057583
- Multimedia: Regions of Slovakia / Q15057583